# モアナ・ポッツィ
モアナ・ポッツィ(Moana Pozzi、しばしばモアナ Moana と略される。フルネームAnna Moana Rosa Pozzi、1961年4月27日 - 1994年9月15日)は、イタリアのポルノ女優。初期の映画では、時折Linda Heveret とクレジットされている。
5フィート10インチ(約178cm)の長身で、豊胸手術に依らないナチュラルな巨乳をもつ抜群のスタイルで人気を博した。

## 経歴

### 生い立ち
リグーリア州ジェノヴァで生まれ、両親はハワイの地図を見て、名前を選んだ。「海がより深い場所」という意味である。父親は原子力関係の技術者であり、家族とともに、幼いころからカナダ、ブラジルと移り住みんだ。1974年、13歳の時にイタリアに戻って、高校を卒業すると、更に一家はフランスのリヨンに移った。1980年、19歳の時に母国イタリアのローマ市内で一人暮らしを始めた。
ローマでモデルとして働き始め、同時に演技の勉強も始めた。時折、テレビCMやコメディ映画の端役に出演するようになった。非常に功名心が強く、ローマで多くの著名人の愛人になった。特筆すべきは、社会党の大物政治家ベッティーノ・クラクシ(1983年-1987年まで首相)の愛人になったことであろう。彼のコネを得て国営イタリア放送協会の子供向け番組に出演することが出来た。
同じ年（1981年）に、クレジットされることなく、『Valentina, ragazza in calore ("Valentina, Girl in Heat") 』という初のハードコアポルノ映画に出演した。まだ子供向けのテレビ番組に出演していたため、時を同じくして映画が公開された事は、スキャンダルとなった。同一人物であることを否定したが、結局テレビから降ろされた。これによりかえって新聞と雑誌上で有名になることができた。
1985年にはフェデリコ・フェリーニ監督に一般映画『ジンジャーとフレッド (Ginger and Fred) 』への出演を要請されている。(但しクレジットは無い)

### 人気
1986年、有名なポルノスターのエージェンシーであるディーヴァ・フーツラのマネージャー、リカルド・スキッキに出会った。最初のA級ハードコア映画は『Fantastica Moana 』で、初めて本名を使用している。また、裸のモデルがステージでマスターベーションをするイタリアで初のライブショーとして有名な「Curve Deliziose（かぐわしい曲線）」にチチョリーナ等とともに参加した。これは、スキャンダルと膨大な猥褻の告発をもたらした。イタリアハードコア界で非常に大きな存在になり、すぐにチチョリーナの人気を凌駕した。(同時に、チチョリーナはイタリア議会で政治家を目指すため、ポルノから引退した。)テレビ出演もまた、スキャンダルを引き起こした。
アントニオ・リッキ（プロデューサー）のショー『Matrjoska (マトリョーシカ)』において、全裸か、ぴったりとした透明なプラスチックベールに包まれてステージに登場するのが常だった。雑誌や新聞はますます注目し、しばしば表紙を飾った。また、ピンナップの低俗で陳腐な表現を拒んだ特徴的な知性は評価された。知識人、作家、アーティスト（例えばマリオ・シファノやダリオ・ベレッツァ）達との親交を深めた。ポルノスターが日常生活でこれほどの人気を博したのは、これが初めてだった。

### 1990年代前半
ショービジネスでの役割を自覚していた。インタビューにおいて、常に世間が望んでいる通りに語った。セクシーに、ハイセンスに、知的に、心を開き、世俗的に。
1991年、恋人であった20人の著名人を列挙した初の本『Moana's philosophy (モアナの哲学)』を出版した。リストには、俳優のロバート・デ・ニーロ、ハーヴェイ・カイテル、ロベルト・ベニーニ、マッシモ・トロイージや、サッカー選手のパウロ・ロベルト・ファルカン、マルコ・タルデッリ、作家のルチアーノ・デ・クレシェンツォ等が含まれる。最も有名であった1981年の恋人、ベッティーノ・クラクシ首相は「政治家」として名を伏された。
1992年には、ポルノ女優出身の国会議員チチョリーナ(シュターッレル・イロナ)とともに売春宿の合法化、よりよい性教育、「ラブ・パーク」の創設等を公約とする政党「愛の党」を設立した。誰も当選はしなかったが、人気はその頂点に登りつめ、最大数のイタリアのテレビニュースキャスターがインタビューを求めた。ファッションデザイナーのカール・ラガーフェルドは、1993年に彼女にショーへの出演を求めた。有名なイタリアの漫画家、マリオ・ヴェルジェによって製作されたアニメーション(彼女自身も共同監督した)『Moanaland（モアナランド）』(1994)の主人公になり、更に人気が高まった。このアニメ映画はしばしばイタリアのテレビで放送された。またヴェルジェは、もう一つのアニメをモアナ・ポッツィに献呈した。フォリオラリオより配信された、その映画『I Remember Moana 』(1995年)は、映画批評家マルコ・ジュスティやエンリコ・ゲッツィにより賞賛された。これは米国でもエロチックフィルムフェスティバルで特別賞を獲得した。
妹ミーマも同様にポルノ女優になり、ベイビー・ポッツィと名乗った。

### 死去と論争
1994年夏、突然気分が悪くなり、嘔吐なしでは食事が摂れず、体重が激減した。時間をつくって、秘密の夫アントーニオ・ディ・チェスコとともに、インドへ旅立った。病状は回復せず、密かに家族の住むフランスのリヨンの病院に入院した。同年9月15日に急逝。33歳であった。
大部分の報道では、肝癌で死んだとされる。いくつかの扇情的な報道はエイズで死んだと主張したが、この風説は最終的には証拠立てられなかった。死のニュースは、1994年9月17日に報じられた。（人が突然肝癌で死ぬことは稀である。通常は数十年の飲酒の後、長期間肝硬変を患うか、B型またはC型肝炎に耐えた後に、肝癌で何ヶ月も苦しむものである。）
様々な性的接触を通して肝炎になった可能性はあるが、アルコール使用障害であるとは知られていない。家族と一部の親しい同僚だけが病気を知っていた。そして夏の終わりの前に収録されたテレビ番組では、まだ健康的に微笑んでいる。葬儀は行われず、追悼記事も発表されなかった。
まだアメリカかインドで生きているという噂がすぐに広まり始めた。家族の沈黙は、噂に拍車をかけた。外国で亡くなった事も、死亡診断書のチェックを困難にした。
10回目の命日（2004年）に、突然の失踪に関する新しい噂が浮上した。ローマの裁判所が生きているのか死んでいるのか、真相を究明するため新たに開廷したというもの。2005年12月、イタリアのテレビ番組「Chi l'ha visto? 」は初めてリヨンの共同墓地の、死の正確な日を記録した公式死亡診断書を公開した。家族はインタビューにおいて、最終的にこの事実を認めた。夫アントーニオも、1995年以来のインタビューを受けた。また、ピエモンテ州（北イタリア）のアレッサンドリア県レルマの墓所にある「ポッツィ」の刻印がない墓が公開された。弟シモーネ（特に近しかった）は、2006年2月の同テレビ番組で、実は息子であり、弟ではないことを明かした。モアナの母は、数日前にこれを認めていた。彼は自伝（イタリア語）を書き、2006年に出版された。この本は、初めてモアナのパーソナリティ、家族の他のメンバーとの関係の相違（特に妹ミーマと）と、彼女の病気と死の過程を明らかにした。
2007年4月2日、夫アントーニオは、モアナは最後の数日間、彼に死を促進するよう頼んだと「Il Messaggero」紙に話した。彼は空気を彼女の静脈に入れ、空気塞栓症を引き起こす事によって彼女を安楽死させたと語った。

## サクセス
通算100タイトルを超えるハードコア作品に出演し、（大部分はイタリアで製作されたが、何作かロサンゼルスでジェラルド・ダミアーノ監督作品に出演している。）売り上げたビデオテープ(当時)は100万本以上と言われ、また50以上の主要雑誌の表紙に掲載された。生涯で4千万ユーロを獲得したと推定されている。